# Candidatura Democrática Gallega
Candidatura Democrática Gallega (CDG) (Candidatura Democrática Galega en gallego) fue una candidatura para el Senado de España por las provincias gallegas, salvo Lugo, para las elecciones generales españolas celebradas el 15 de junio de 1977, las primeras tras la muerte del dictador Francisco Franco.
Candidatura Democrática Gallega agrupaba a diversas personalidades del centro-izquierda galleguista y recibía el apoyo de PSOE (el cual solo se presentó en solitario en Lugo, donde no hubo candidatura de CDG). Resultaron elegidos tres senadores, Manuel Iglesias Corral (por La Coruña), Valentín Paz Andrade (por Pontevedra) y Celso Montero (por Orense). Celso Montero se integró en el grupo parlamentario del PSOE, en tanto que Paz Andrade e Iglesias pasaron al Mixto (Manuel Iglesias se integró en el grupo parlamentario de Unión de Centro Democrático en agosto de 1978).
La coalición se mantuvo en las elecciones de 1979, pero de los tres senadores elegidos por CDG en 1977, solo Paz Andrade se mantuvo fiel a ella (Montero e Iglesias fueron reelegidos el primero por el PSOE y el segundo por la UCD). CDG solo presentó candidatura en Pontevedra, siendo Paz Andrade el candidato más votado de la coalición pero sin conseguir salir elegido. El resto de candidatos fueron Nicanor Ocampo y Maximino Sanmartín.